# James Patrick
Pour les articles homonymes, voir Patrick.
James Alan Patrick (né le 14 juin 1963 à Winnipeg, dans la province du Manitoba au Canada) est un joueur professionnel canadien de hockey sur glace devenu entraîneur. Il évoluait au poste de défenseur.

## Biographie
Après avoir disputé une saison au niveau junior avec les Raiders de Prince Albert de la Ligue de hockey junior de la Saskatchewan, il se voit être réclamé au premier tour par les Rangers de New York lors du repêchage de 1981 de la Ligue nationale de hockey. James Patrick poursuit son développement en rejoignant pour les deux saisons suivantes les Fighting Sioux de North Dakota, club universitaire évoluant dans la Western Collegiate Hockey Association division du championnat de la NCAA.
Il est appelé au cours de ce séjours à représenter le Canada à l'occasion des championnats mondiaux junior de 1982 et 1983, il participe également au Championnat du monde de 1983. Terminant son stage universitaire, il rejoint l'équipe nationale du Canada et participe avec ces derniers aux Jeux olympiques de Sarajevo.
Rejoignant les Rangers de New York pour la fin de la saison 1983-1984, il décroche un poste permanent avec le club et reste au sein de l'organisation pour les dix saisons suivantes, étant appelé à représenter à nouveau le Canada pour les championnats mondiaux de 1987 et de 1989 en plus de prendre part à la Coupe Canada de 1987.
Après seulement six rencontres avec les Rangers en 1993-1994, ceux-ci l'échange aux Whalers de Hartford en retour notamment de Steve Larmer. Patrick ne reste que l'instant de 47 rencontres sous l'uniforme des Whalers avant de passer aux mains des Flames de Calgary où il s'aligne pour les quatre saisons suivantes. Au terme de cette saison, il prend part au championnat du monde de 1998 avant de signer en tant qu'agent libre avec les Sabres de Buffalo.
Il reste avec Buffalo pour six saisons, atteignant la finale de la Coupe Stanley en 1999 et représentant une dernière fois le Canada au niveau international lors du championnat du monde de 2002.
Forcé à l'inactivité en raison d'un lock-out qui paralyse la LNH durant la saison 2004-2005, James Patrick annonce à l'aube de la saison suivante son retrait de la compétition. Il se ravise cependant alors qu'il accepte un contrat d'une saison avec les Frankfurt Lions de la DEL en Allemagne.
Au terme de cette saison, il se retire en tant que joueur et accepte un poste d'entraîneur adjoint à Lindy Ruff pour les Sabres de Buffalo. Après la saison 2012-2013 où il a été démis de son poste, il rejoint les Stars de Dallas, toujours comme entraîneur adjoint, et retrouve Lindy Ruff qui venait d'être nommé entraîner-chef de cette équipe. Il reste derrière le banc des Stars jusqu'en 2017. Durant cette même année, il est nommé entraîneur-chef du Ice de Kootenay, équipe junior dans la Ligue de hockey de l'Ouest.

## Statistiques

### Statistiques en club
| Saison     | Équipe                         | Ligue      |       | Saison régulière | Saison régulière | Saison régulière | Saison régulière | Saison régulière |   | Séries éliminatoires | Séries éliminatoires | Séries éliminatoires | Séries éliminatoires | Séries éliminatoires |
| Saison     | Équipe                         | Ligue      | PJ    | B                | A                | Pts              | Pun              | PJ               | B | A                    | Pts                  | Pun                  |                      |                      |
| 1980-1981  | Raiders de Prince Albert       | SJHL       | 59    | 21               | 61               | 82               | 162              | -                | - | -                    | -                    | -                    |                      |                      |
| 1981-1982  | Fighting Sioux de North Dakota | WCHA       | 42    | 5                | 24               | 29               | 26               | -                | - | -                    | -                    | -                    |                      |                      |
| 1982-1983  | Fighting Sioux de North Dakota | WCHA       | 36    | 12               | 36               | 48               | 29               | -                | - | -                    | -                    | -                    |                      |                      |
| 1983-1984  | Équipe Canada                  | Int.       | 63    | 7                | 24               | 31               | 52               | -                | - | -                    | -                    | -                    |                      |                      |
| 1983-1984  | Rangers de New York            | LNH        | 12    | 1                | 7                | 8                | 2                | 5                | 0 | 3                    | 3                    | 2                    |                      |                      |
| 1984-1985  | Rangers de New York            | LNH        | 75    | 8                | 28               | 36               | 71               | 3                | 0 | 0                    | 0                    | 4                    |                      |                      |
| 1985-1986  | Rangers de New York            | LNH        | 75    | 14               | 29               | 43               | 88               | 16               | 1 | 5                    | 6                    | 34                   |                      |                      |
| 1986-1987  | Rangers de New York            | LNH        | 78    | 10               | 45               | 55               | 62               | 6                | 1 | 2                    | 3                    | 2                    |                      |                      |
| 1987-1988  | Rangers de New York            | LNH        | 70    | 17               | 45               | 62               | 52               | -                | - | -                    | -                    | -                    |                      |                      |
| 1988-1989  | Rangers de New York            | LNH        | 68    | 11               | 36               | 47               | 41               | 4                | 0 | 1                    | 1                    | 2                    |                      |                      |
| 1989-1990  | Rangers de New York            | LNH        | 73    | 14               | 43               | 57               | 50               | 10               | 3 | 8                    | 11                   | 0                    |                      |                      |
| 1990-1991  | Rangers de New York            | LNH        | 74    | 10               | 49               | 59               | 58               | 6                | 0 | 0                    | 0                    | 6                    |                      |                      |
| 1991-1992  | Rangers de New York            | LNH        | 80    | 14               | 57               | 71               | 54               | 13               | 0 | 7                    | 7                    | 12                   |                      |                      |
| 1992-1993  | Rangers de New York            | LNH        | 60    | 5                | 21               | 26               | 61               | -                | - | -                    | -                    | -                    |                      |                      |
| 1993-1994  | Rangers de New York            | LNH        | 6     | 0                | 3                | 3                | 2                | -                | - | -                    | -                    | -                    |                      |                      |
| 1993-1994  | Whalers de Hartford            | LNH        | 47    | 8                | 20               | 28               | 32               | -                | - | -                    | -                    | -                    |                      |                      |
| 1993-1994  | Flames de Calgary              | LNH        | 15    | 2                | 2                | 4                | 6                | 7                | 0 | 1                    | 1                    | 6                    |                      |                      |
| 1994-1995  | Flames de Calgary              | LNH        | 43    | 0                | 10               | 10               | 14               | 5                | 0 | 1                    | 1                    | 0                    |                      |                      |
| 1995-1996  | Flames de Calgary              | LNH        | 80    | 3                | 32               | 35               | 30               | 4                | 0 | 0                    | 0                    | 2                    |                      |                      |
| 1996-1997  | Flames de Calgary              | LNH        | 19    | 3                | 1                | 4                | 6                | -                | - | -                    | -                    | -                    |                      |                      |
| 1997-1998  | Flames de Calgary              | LNH        | 60    | 6                | 11               | 17               | 26               | -                | - | -                    | -                    | -                    |                      |                      |
| 1998-1999  | Sabres de Buffalo              | LNH        | 45    | 1                | 7                | 8                | 16               | 20               | 0 | 1                    | 1                    | 12                   |                      |                      |
| 1999-2000  | Sabres de Buffalo              | LNH        | 66    | 5                | 8                | 13               | 22               | 5                | 0 | 1                    | 1                    | 2                    |                      |                      |
| 2000-2001  | Sabres de Buffalo              | LNH        | 54    | 4                | 9                | 13               | 12               | 13               | 1 | 2                    | 3                    | 2                    |                      |                      |
| 2001-2002  | Sabres de Buffalo              | LNH        | 56    | 5                | 8                | 13               | 16               | -                | - | -                    | -                    | -                    |                      |                      |
| 2002-2003  | Sabres de Buffalo              | LNH        | 69    | 4                | 12               | 16               | 26               | -                | - | -                    | -                    | -                    |                      |                      |
| 2003-2004  | Sabres de Buffalo              | LNH        | 55    | 4                | 7                | 11               | 12               | -                | - | -                    | -                    | -                    |                      |                      |
| 2005-2006  | Frankfurt Lions                | DEL        | 42    | 1                | 6                | 7                | 73               | -                | - | -                    | -                    | -                    |                      |                      |
| Totaux LNH | Totaux LNH                     | Totaux LNH | 1 280 | 149              | 490              | 639              | 759              | 117              | 6 | 32                   | 38                   | 86                   |                      |                      |

### Statistiques en équipe nationale
| Année | Équipe     | Compétition                 |    | PJ | B | A | Pts | Pun                |  | Résultats |
| 1982  | Canada U20 | Championnat du monde junior | 7  | 0  | 2 | 2 | 6   | Médaille d'or      |  |           |
| 1983  | Canada U20 | Championnat du monde junior | 7  | 0  | 2 | 2 | 4   | Médaille de bronze |  |           |
| 1983  | Canada     | Championnat du monde        | 9  | 1  | 1 | 2 | 10  | Médaille de bronze |  |           |
| 1984  | Canada     | Jeux olympiques             | 7  | 0  | 3 | 3 | 4   | 4e place           |  |           |
| 1987  | Canada     | Championnat du monde        | 8  | 0  | 1 | 1 | 2   | 4e place           |  |           |
| 1987  | Canada     | Coupe Canada                | 6  | 0  | 1 | 1 | 2   | Médaille d'or      |  |           |
| 1989  | Canada     | Championnat du monde        | 10 | 2  | 2 | 4 | 8   | Médaille d'argent  |  |           |
| 1998  | Canada     | Championnat du monde        | 6  | 0  | 1 | 1 | 0   | 6e place           |  |           |
| 2002  | Canada     | Championnat du monde        | 7  | 0  | 2 | 2 | 0   | 6e place           |  |           |

## Honneurs et trophées
- Ligue de hockey junior de la Saskatchewan
  - Nommé dans la première équipe d'étoiles de la ligue en 1981.
  - Vainqueur de la coupe du Centenaire avec les Raiders de Prince Albert en 1981.
  - Nommé dans l'équipe d'étoiles du tournoi de la coupe du Centenaire en 1981.
- Western Collegiate Hockey Association
  - Nommé dans la deuxième équipe d'étoiles en 1982.
  - Nommé la recrue de l'année en 1982.
  - Nommé dans la première équipe d'étoiles en 1983.
- Championnat NCAA
  - Vainqueur du championnat de la NCAA avec les Fighting Sioux de North Dakota en 1982.
  - Nommé dans l'équipe d'étoiles du tournoi de championnat en 1982.
  - Nommé dans l'équipe d'étoiles de l'Ouest des États-Unis en 1983.
- Ligue nationale de hockey
  - Nommé capitaine des Sabres de Buffalo pour le mois de décembre 2003.
- Autres
  - Membre honoraire du Manitoba Hockey Hall of Fame.

## Transactions
- Repêchage 1981 : réclamé par les Rangers de New York (1er choix de l'équipe, 9e au total).
- 2 novembre 1993 : échangé par les Rangers avec Darren Turcotte aux Whalers de Hartford en retour de Steve Larmer, Nick Kypreos, Barry Richter ainsi que le choix de sixième tour des Whalers au repêchage de 1994 (les Rangers sélectionnent avec ce choix Iouri Litvinov).
- 10 mars 1994 : échangé par les Whalers avec Zarley Zalapski et Michael Nylander aux Flames de Calgary en retour de Gary Suter, Paul Ranheim et Ted Drury.
- 24 octobre 1996 : rate la majorité de la saison 1996-1997 en raison d'une blessure à un genou subi lors d'une rencontres face aux Penguins de Pittsburgh.
- 7 octobre 1998 : signe à titre d'agent libre avec les Sabres de Buffalo.
- 8 septembre 2005 : annonce son retrait de la compétition.

## Parentés dans le sport
Son père Stephen Patrick a joué durant 13 saisons avec les Blue Bombers de Winnipeg de la Ligue canadienne de football, il a également été membre du Parlement du Manitoba.
Son frère Steve Patrick, également joueur professionnel retraité de hockey sur glace, a été repêché au premier tour par les Sabres de Buffalo lors du repêchage de 1980. Les deux frères ont été réunis durant près de deux saisons sous les couleurs des Rangers de New York.
Son neveu Nolan Patrick joue également au hockey professionnel et est un choix de premier tour des Flyers de Philadelphie en 2017.